# جيفري إتش كوهن
جيفري إتش كوهن (بالإنجليزية: Jeffrey H. Cohen)‏ هو عالم إنسان أمريكي، ولد في 1962.